# Archen Aydin
Archen Aydin (อาเชน ไอย์ดึน; nascido em 10 de março de 2001), apelidado de Joong (จุง) é um ator e cantor tailandês contratado pela GMMTV. Ele é mais conhecido por seus papéis em 2Moons2 (2019), Star & Sky: Star in My Mind (2022), Hidden Agenda (2023) e The Heart Killers (2024). Ele é também é membro do grupo masculino JASP.ER (เจสเป.อร์), junto com Thanaboon Kiatniran (Aou), Naravit Lertratkosum (Pond), e Pongsapak Udompoch (Santa).

## Vida pregressa
Joong nasceu na Tailândia, mas mudou-se com sua mãe e seu padrasto para a Turquia quando tinha oito anos. Ele viveu na Turquia por dez anos e fala turco fluentemente.
Joong retornou à Tailândia após nove anos para cursar a universidade, onde se matriculou na Stamford International University em Banguecoque para estudar Design de Mídia Criativa. Em 2023, ele mudou de curso e atualmente está estudando na Universidade de Banguecoque na Escola de Artes da Comunicação, com especialização em Produção de Mídia de Transmissão e Streaming. Joong ganhou o prêmio "Mister Teen Thailand" em 2018.

## Carreira
Em 2019, Joong começou sua carreira de ator quando assinou com a agência de talentos Motive Village e fez sua estreia na televisão em 2Moons2.
Em 2020, Joong se tornou um membro do boy group do Motive Village, OXQ. O grupo estreou em 4 de junho de 2020 com o single principal "Me". No entanto, em novembro, Joong revelou que havia se tornado um estagiário da Insight Entertainment, confirmando sua saída da Motive Village e da OXQ. Como trainee da Insight Entertainment, ele participou do single de pré-lançamento "I Like U Summer".
Em setembro de 2021, Joong anunciou por meio de suas contas nas redes sociais que havia assinado um contrato com a agência de produção e talentos GMMTV. Em 2022, ele estrelaria sua primeira série com a empresa, com um papel principal em Star & Sky: Star in My Mind ao lado de Natachai Boonprasert. Para a série, Joong lançou o single "My Starlight". A dupla mais tarde reprisaria seus papéis em Star & Sky: Sky in Your Heart e Our Skyy 2.
Em 2023, Joong estrelou a série Hidden Agenda.
A partir de 2024, foi anunciado no evento para a imprensa GMMTV 2024: Up & Above Part 1 que Joong se tornaria o novo apresentador do programa de variedades de longa duração School Rangers e estrelaria a próxima série Ploy's Yearbook.

## Filmografia

### Séries de televisão
| Ano  | Título                            | Personagem        | Notas            |
| ---- | --------------------------------- | ----------------- | ---------------- |
| 2019 | 2Moons2                           | Ming              | Papel principal  |
| 2022 | Star and Sky: Star in My Mind     | Kluen             | Papel principal  |
| 2022 | Star and Sky: Sky in Your Heart   | Kluen             | Papel recorrente |
| 2022 | Star and Sky: Special Episode     | Kluen             | Papel principal  |
| 2022 | Mafia The Series: Guns and Freaks | Beam              | Papel principal  |
| 2022 | The Warp Effect                   | Tony              | Papel principal  |
| 2023 | Our Skyy 2                        | Kluen             | Papel principal  |
| 2023 | Home School                       | Jovem Mestre Amin | Papel convidado  |
| 2023 | Hidden Agenda                     | Joke              | Papel principal  |
| 2024 | Ploy's Yearbook                   | Tawan             | Papel principal  |
| 2024 | The Heart Killers                 | Fadel             | Papel principal  |
| 2024 | ThamePo Heart That Skips a Beat   | Ice               | Papel convidado  |
| TBA  | Dare You to Death                 | Jade              | Papel principal  |

### Show de variedades
| Ano  | Show                             | Notas                                                      |
| ---- | -------------------------------- | ---------------------------------------------------------- |
| 2020 | Travel with Us                   | Elenco de 2Moons2                                          |
| 2020 | OXQ คร๊าบบบ (OXQKRAB)             | Membro do OXQ                                              |
| 2022 | Safe House SS3 : Best Bro Secret | OffGun, EarthMix, JoongDunk, JimmySea, NeoLouis            |
| 2022 | School Rangers                   | EP - 220 & 221                                             |
| 2022 | Force Book Real Show             | EP especial com Joong & Dunk                               |
| 2022 | Arm Share                        | EP - 83, 98, 101, 113                                      |
| 2022 | KAZZ Magazine                    | Atualização do KAZZ News, KAZZTalk                         |
| 2022 | Mint Magazine Thailand           | Vlog Mint Hang Out, Mint Hang Out, Mint Zog Zag EP. 31     |
| 2022 | Talk with ToeyS                  | EP - 55, 70                                                |
| 2022 | TopTapTalk                       | EP - 23                                                    |
| 2022 | 10ª Luta 10 3ª Temporada         | EP - 3                                                     |
| 2023 | Little Big World with PondPhuwin | EP - 12 (JoongDunk & GeminiFourth)                         |
| 2023 | Project ALPHA                    | EP - 8 & FINAL                                             |
| 2023 | 4x4 Celebrity                    | EP - 769 (Joss, Pluem, Lee, New, Force, Book, Joong, Dunk) |

### Aparições em videoclipes
| Ano  | Título da música                             | Artista                        |
| ---- | -------------------------------------------- | ------------------------------ |
| 2020 | ME (ผมเองครับ)                                | OXQ                            |
| 2020 | Long Trip (ต้น ธนษิต)                          | Thanasit Jaturaput             |
| 2021 | I LIKE U SUMMER (ฤดูเรา)                      | Insight Rookies                |
| 2022 | My Starlight (แล้วแต่ดาว)                      | Joong Archen                   |
| 2022 | My Starlight (Eng. Ver)                      | Joong Archen, Dunk Natachai    |
| 2022 | If We Don't Know Each Other (ถ้าเราไม่รู้จักกัน)   | Joong Archen                   |
| 2022 | Not Bad                                      | PiXXie                         |
| 2023 | Cheering Song                                | BNK48, Joong, Dunk, Ada        |
| 2023 | No More Empty Night (ท้องฟ้ากับแสงดาวและสองเรา) | Joong Archen, Dunk Natachai    |
| 2023 | Hidden Agenda (หมดเวลาซ่อน)                   | Joong Archen, Dunk Natachai    |
| 2023 | Reverse (จะเลิกกันอีกวันไหน)                     | DUNK ft. F.Hero                |
| 2023 | Your Smile (อย่านอยด์ดิ)                        | Joong Archen                   |
| 2024 | CHARM (ฉ่ำ)                                   | LYKN, Joong, Pond              |
| 2024 | My Tomorrow (เธอคือพรุ่งนี้)                      | Earth, Jimmy, Joong, Toy, Mond |
| 2024 | Heal (เยียวยา)                                | Joong Archen                   |

## Discografia
| Ano  | Canção                                       | Artista                                                    | Nota                             |
| ---- | -------------------------------------------- | ---------------------------------------------------------- | -------------------------------- |
| 2020 | ME (ผมเองครับ)                                | OXQ (Pavel, Benjamin, Dome, Joong e Nine)                  | Single do OXQ                    |
| 2021 | I LIKE U SUMMER (ฤดูเรา)                      | Insight Rookies (Frank, Cheetah, Pentor, Samui e Joong)    | Single do Insight Rookies        |
| 2022 | My Starlight (แล้วแต่ดาว)                      | Joong Archen                                               | Star & Sky : Star In My Mind OST |
| 2022 | My Starlight (Eng. Ver)                      | Joong Archen, Dunk Natachai                                | Star & Sky : Star In My Mind OST |
| 2022 | Save All Memories in This House              | Off, Gun, Earth, Mix, Jimmy, Sea, Joong, Dunk, Neo e Louis | Single do Save House S3          |
| 2022 | If We Don't Know Each Other (ถ้าเราไม่รู้จักกัน)   | Joong Archen                                               | My Dear Donovan OST              |
| 2023 | Cheering Song                                | BNK48, Joong, Dunk, Ada                                    | Special Olympics Cheering Song   |
| 2023 | No More Empty Night (ท้องฟ้ากับแสงดาวและสองเรา) | Joong Archen, Dunk Natachai                                | Our Skyy : Star In My Mind OST   |
| 2023 | หมดเวลาซ่อน (Hidden Agenda)                   | Joong Archen, Dunk Natachai                                | Hidden Agenda OST                |
| 2023 | อย่านอยด์ดิ (Your Smile)                        | Joong Archen                                               | Hidden Agenda OST                |
| 2024 | CHARM (ฉ่ำ)                                   | LYKN, Joong, Pond                                          | Single Colaborativo do LYKN      |
| 2024 | My Tomorrow (เธอคือพรุ่งนี้)                      | Earth, Jimmy, Joong, Toy, Mond                             | OST do Anuário de Ploy           |
| 2024 | Heal (เยียวยา)                                | Joong Archen                                               | OST do Anuário de Ploy           |

## Performances ao vivo
| Ano  | Título                                                       | Artista | Local                                        |
| ---- | ------------------------------------------------------------ | --- | -------------------------------------------- |
| 2022 | Star In My Mind Final EP FanMeeting                          | Joong, Dunk, Louis, Pepper, JJ, Winny, Thor, Pawin, Satang, View, Ciize, Earn, Mek, Mark                                                 | Siam Pavalai Theatre, 6º andar, Siam Paragon |
| 2022 | FEEL FAN FUN CAMPING CONCERT                                 | Earth, Mix, Pond, Phuwin, Joong, Dunk | Union Hall, Union Mall                       |
| 2022 | JoongDunk 1st Fan Meeting in Cambodia                        | Joong, Dunk | Major Cineplex by Smart Aeon 2, Phnom Penh   |
| 2023 | JoongDunk Shining in Vietnam                                 | Joong, Dunk | Gala Center, Ho Chi Minh City                |
| 2023 | GMMTV Fanday 3 In Seoul : JoongDunk 1st Fan Meeting In Seoul | Joong, Dunk | Guro-gu Community Center, Seoul              |
| 2023 | GMMTV Fanday 4 In Osaka: JoongDunk Show                      | Joong, Dunk | Dojima River Forum, Osaka                    |
| 2023 | LOVE OUT LOUD FAN FEST 2023 : LOVOLUTION                     | Earth, Mix, Ohm, Nanon, Pond, Phuwin, First, Khaotung, Joong, Dunk, Force, Book, Jimmy, Sea, Gemini, Fourth                              | Royal Paragon Hall, Siam Paragon             |
| 2023 | GMMTV MUSICON                                                | Krist, Nanon, Perth, Gawin, Phuwin, Joong, Gemini, LYKN                                                                                  | Zepp DverCity & Toyosu PIT, Tokyo            |
| 2023 | Joong Dunk: Back to Memories in Vietnam                      | Joong, Dunk | The Adora Center, Ho Chi Minh City           |
| 2023 | GMMTV FANDAY IN BANGKOK                                      | Earth, Mix,Pond, Phuwin, First, Khaotung, Joong, Dunk, Force, Book                                                                       | Union Hall, Union Mall                       |
| 2023 | GMMTV FAN FEST 2023 Live In Japan                            | Earth, Mix, Ohm, Nanon, Pond, Phuwin, First, Khaotung, Joong, Dunk, Force, Book, Jimmy, Sea, Gemini, Fourth, Gawin, Krist, Perth, Chimon | PIA Arena MM                                 |
| 2023 | Joong Dunk Love (Hidden) Agenda Fan Meeting In Cambodia      | Joong, Dunk | Aeon Hall, Aeon Mall Sen Sok (Aeon2)         |
| 2023 | GMMTV FAN-EVENT in Tokyo                                     | Joong, Dunk, Jimmy, Sea | Animate Ikebukuro Flagship Store             |
| 2023 | Joong Dunk 1st Fan Meeting In Taipei                         | Joong, Dunk | Legacy Taipei                                |
| 2024 | LOVE OUT LOUD FAN FEST 2024                                  | Earth, Mix, Pond, Phuwin, First, Khaotung, Joong, Dunk, Force, Book, Jimmy, Sea, Gemini, Fourth, Perth, Chimon, Winny, Satang            | Impact Arena, Muang Thong Thani              |

## Prêmios e indicações
| Ano  | Associações                  | Categoria                                 | Resultado | Nota |
| ---- | ---------------------------- | ----------------------------------------- | --------- | ---- |
| 2020 | 14th KAZZ AWARDS             | Cara do ano                               | Venceu    | —    |
| 2020 | 14th KAZZ AWARDS             | Casal do Ano com Kornchid Boonsathipakdee | Indicados | —    |
| 2022 | Thailand Digital Awards 2022 | Casal do Ano com Dunk Natachai            | Venceram  | —    |